# 堀美術館
堀美術館（ほりびじゅつかん）は、愛知県名古屋市東区にある美術館である。
2006年にダイテックの創業者で会長の堀誠が創設した美術館で、梅原龍三郎などの主として昭和初期に芸術の都パリに留学し、本場の絵画を学び ”日本的な洋画” を生み出そうとした「熱き芸術の時代」 の芸術家たちの洋画、並びに、加山又造などの近代日本画の傑作を展示している。また、関連行事として公益財団法人堀科学芸術振興財団が主催し若手作家を対象とするDアートビエンナーレが開催される（開催場所はダイテックサカエ（旧マナハウス））/ 2012年度はDアートビエンナーレにかわり、H/ASCA展が開催されるそうで、愛知県にある芸術大学の学生展だそうです。（開催場所はダイテックサカエ（旧マナハウス））

## 展示作品
梅原龍三郎、藤田嗣治、須田剋太、加山又造、棟方志功、三岸節子などの作品が多く展示されている。

### 梅原龍三郎
- 『南仏カンヌ風景』
- 『裸婦扇』 1938年
- 『姉妹併座図』 1942年
- 『暁天松富士』 1955年
- 『薔薇図』 1966年

### 藤田嗣治
- 『蚤の市』 1954年
- 『バラを持つ美女達』 1960年
- 『占いの老女』 1949年
- 『姉妹』 1957年
- 『エバァ』 1960年

### 須田剋太
- 『さんま』
- 『お染』
- 『静物』
- 『魑魅魍魎』
- 『静物』

### 加山又造
- 『白牡丹』
- 『猫』
- 『瑞祥』
- 『日輪』
- 『鳥』
- 『雪・櫻島』
- 『黒豹』

### 棟方志功
- 『抜弁天尊女図』 1973年
- 『くちなし妃の柵』
- 『風林山房図』 1963年
- 『松柏屏風柵』 1957年
- 『波乗弁天の柵』 1974年

### 三岸節子
- 「室内」1940年
- 「静物」1952年
- 「三つの鳥」1956年
- 「飛ぶ鳥と魚」1958年
- 「はにわの世界」1960年
- 「囚」1960年
- 「十字架の壺」1962年
- 「飛ぶ鳥(火の山にて)」1962年
- 「魚のある窓」1963年
- 「ヴェネチア」1973年

### その他
- 小西紀行『2013無題』 2013年
- Zheng Wei『Play Music』 2014年
- Zheng Wei『White Portrait No.1』 2014年
- Zheng Wei『White Portrait No.2』 2014年
- ローデル・タパヤ（英語版）『Modern Captives』 2013年
- Rodel Tapaya『The Beginning of Man』 2010年
- Rodel Tapaya『House of Fairy』 2011年

## 利用案内
- 開館時間 - 12:30 - 17:00（入館は16:30まで）
- 休館日 - 平日、資料整理日、年末年始（土日祝のみ開館）
- 入館料 - 一般 1,000円、学生 500円、敬老 500円、障害 500円
- メーグル1DAYチケット、ドニチエコきっぷ提示で200円割引き

## 交通アクセス
- 名古屋市営地下鉄桜通線「高岳駅」2番出口から徒歩約10分。
- 基幹バス（市営・名鉄）の「白壁」または「清水口」バス停で下車、徒歩約5分。
- なごや観光ルートバスメーグル「文化のみち二葉館」バス停で下車、西に徒歩3分。